# Bommelerwaard

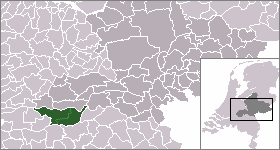
Situation du Bommelerwaard

Le Bommelerwaard est une région naturelle des Pays-Bas, située dans le sud-ouest de la province du Gueldre. La région a une superficie d'environ 147,6 km² et compte environ 48 000 habitants (1999). La circonférence de cette île fluviale est de 66 km. Le Bommelerwaard fait partie du Rivierenland (Pays des Rivières), région néerlandaise située entre les grands fleuves Rhin, Waal et Meuse.
La région tire son nom de la ville principale, Zaltbommel, localement souvent appelé Bommel tout court.

## Géographie
Comme son nom l'indique, le Bommelerwaard est un waard. En néerlandais, un waard est une terre ou une région entièrement entourée de cours d'eau, sans être pour autant vraiment considérée comme une île. Les limites de la région du Bommelerwaard sont formées par le Waal au nord, le canal de Sint-Andries à l'est, la Meuse à l'est et au sud, et l'Afgedamde Maas à l'ouest. Le Bommelerwaard est entouré des régions de Tielerwaard (nord), Pays de la Meuse et du Waal (Land van Maas en Waal)(est), le Brabant-Septentrional (sud) et le Pays de Heusden et d'Altena (Land van Heusden en Altena) à l'ouest.
En général, l'île de Nederhemert, reliée avec un isthme au Bommelerwaard et administrativement rattachée à la commune de Zaltbommel est également considérée comme faisant partie de la région. Le village de Heerewaarden étant situé au-delà du canal de Sint-Andries est dans un cas semblable : géographiquement, le village serait plutôt à rattacher au Pays de la Meuse et du Waal, mais administrativement il est rattaché à la commune de Maasdriel, et donc au Bommelerwaard. Alem est également situé sur une presqu'île.

## Histoire
Les lits des fleuves délimitant le Bommelerwaard ont évolué au cours des siècles. La Meuse s'est stabilisée à l'est et au sud vers le début du IIIe siècle. Le Waal, au nord, s'y situe depuis environ le IVe siècle. On trouve la trace de lits antérieurs en plein milieu du Bommelerwaard.
Au courant du XIIe siècle, la Meuse a formé un confluent avec le Waal près de Woudrichem, à l'ouest du Bommelerwaard. Vers cette époque, les habitants ont commencé à construire des digues de protection le long des fleuves, en commençant dans l'est de la région, puis en les étendant vers l'ouest. L'endiguement a été achevé vers le début du XIVe siècle, en témoignent les droits de digue octroyés aux habitants du Bommelerwaard le 8 décembre 1327 par le comte Renaud II de Gueldre. En plus des digues extérieures, on a construit une digue dans l'intérieur du waard, la Meidijk, qui reliait la digue de la Meuse à celle du Waal dans sa partie occidentale. Cette Meidijk séparait en même temps la partie basse occidentale du Bommelerwaard de la partie orientale, plus haute.
Les digues évitaient à l'eau des fleuves de rentrer dans le waard, mais elles empêchaient également l'eau de pluie de s'évacuer en dehors du Bommelerwaard. Il fallait donc creuser des watringues pour évacuer le surplus d'eau vers la Meuse et le Waal. Le 21 août 1320, Renaud II a autorisé la création de la Drielse Wetering, puis le 5 juin 1321, la Bommelse Wetering.

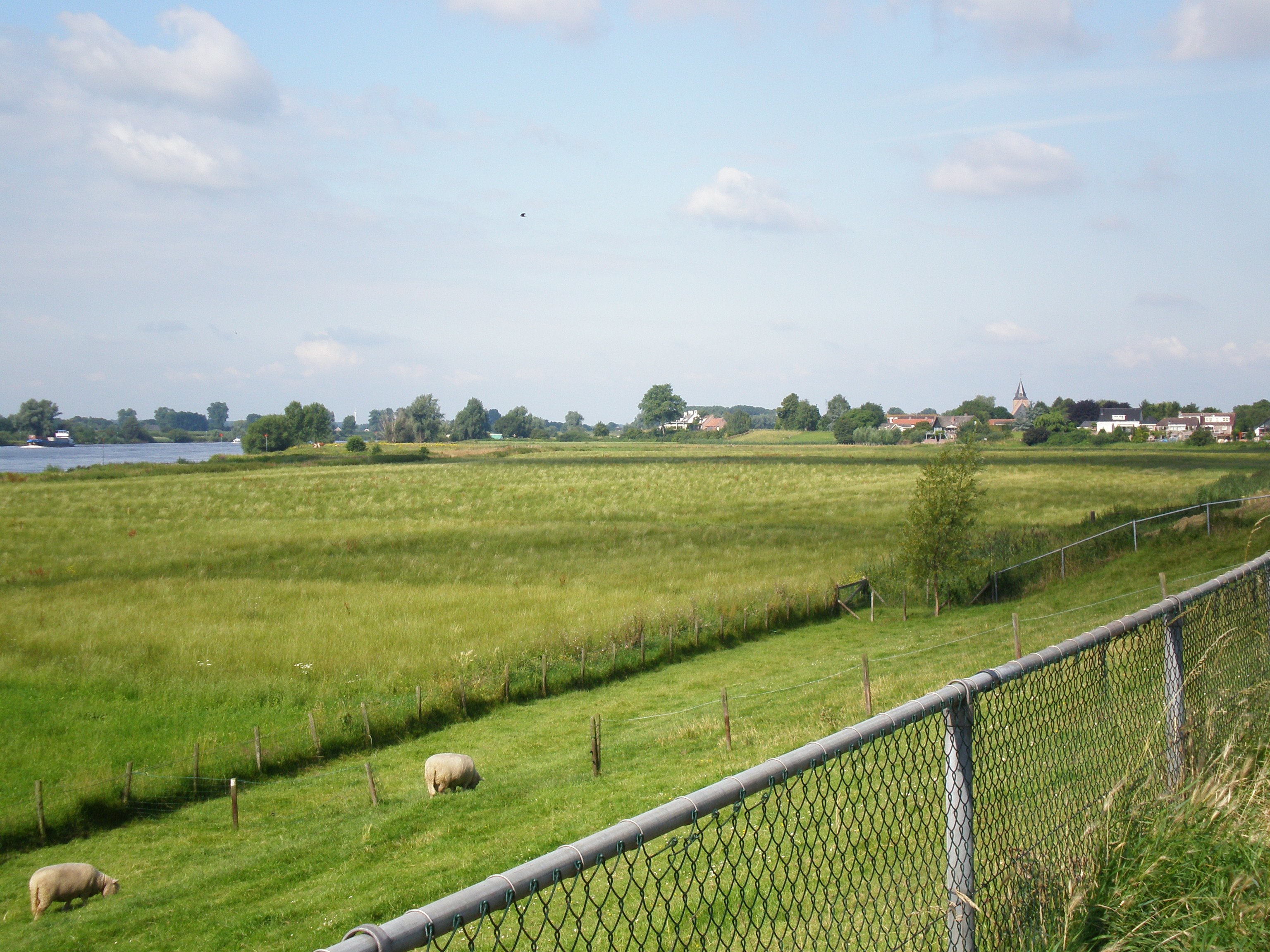
La Meuse vue depuis la digue entre Ammerzoden et Well

Depuis, l'homme a modifié le cours des fleuves à plusieurs reprises, notamment en coupant de nombreux méandres afin d'optimiser la navigation fluviale et pour mieux pouvoir maîtriser les eaux. Lors de ces réaménagements, certains territoires ont rejoint le Bommelerwaard, d'autres en ont été coupés. Parmi d'autres, on peut citer l'aménagement de la Meuse en 1460 près de Heusden, en 1475 près de Hedikhuizen, en 1500 à Veen et en 1935 près d'Alem. Le Waal aussi a vu son cours modifié : l'aménagement de 1639 à l'ouest de Hurwenen a créé le Kil de Hurwenen ; en 1655 et en 1680, on a coupé les méandres de Waardenburg et de Tuil.
Le Bommelerwaard a toujours été menacé par les inondations causées par la rupture d'une ou plusieurs digues : 1595, 1634 (Well et Poederoijen), 1651, 1658 (création du Dronkaardswiel à Hedel), 1662 (Zaltbommel et Nieuwaal), 1666 (Nieuwaal et Zuilichem), 1674 (Zaltbommel), 1697 (Brakel, 1709 (Nieuwaal et Zuilichem), 1757 (création du Nieuwe Wiel à Hedel), 1764 (Hurwenen), 1781 (Brakel), 1799 (Zuilichem), 1809 (Brakel), 1820, 1833, 1849, 1850, 1855, 1861 (Nieuwaal, Zuilichem, Brakel et Poederoijen).
En 1850, les hydrologues inspecteurs de Rijkswaterstaat MM. Ferrand et Van der Kun ont proposé d'améliorer la maîtrise de l'eau du Bommelerwaard en séparant la Meuse et le Waal. Dans cet objectif, la liaison Meuse-Waal au nord-est du Bommelerwaard a été fermée en 1856 par la construction du canal de Sint-Andries et son écluse ; puis en 1904, l'ancien bras de la Meuse entre Heusden et Woudrichem fut barré à Well et on creusa la nouvelle Bergsche Maas entre Heusden et l'Amer.

## Communes et localités

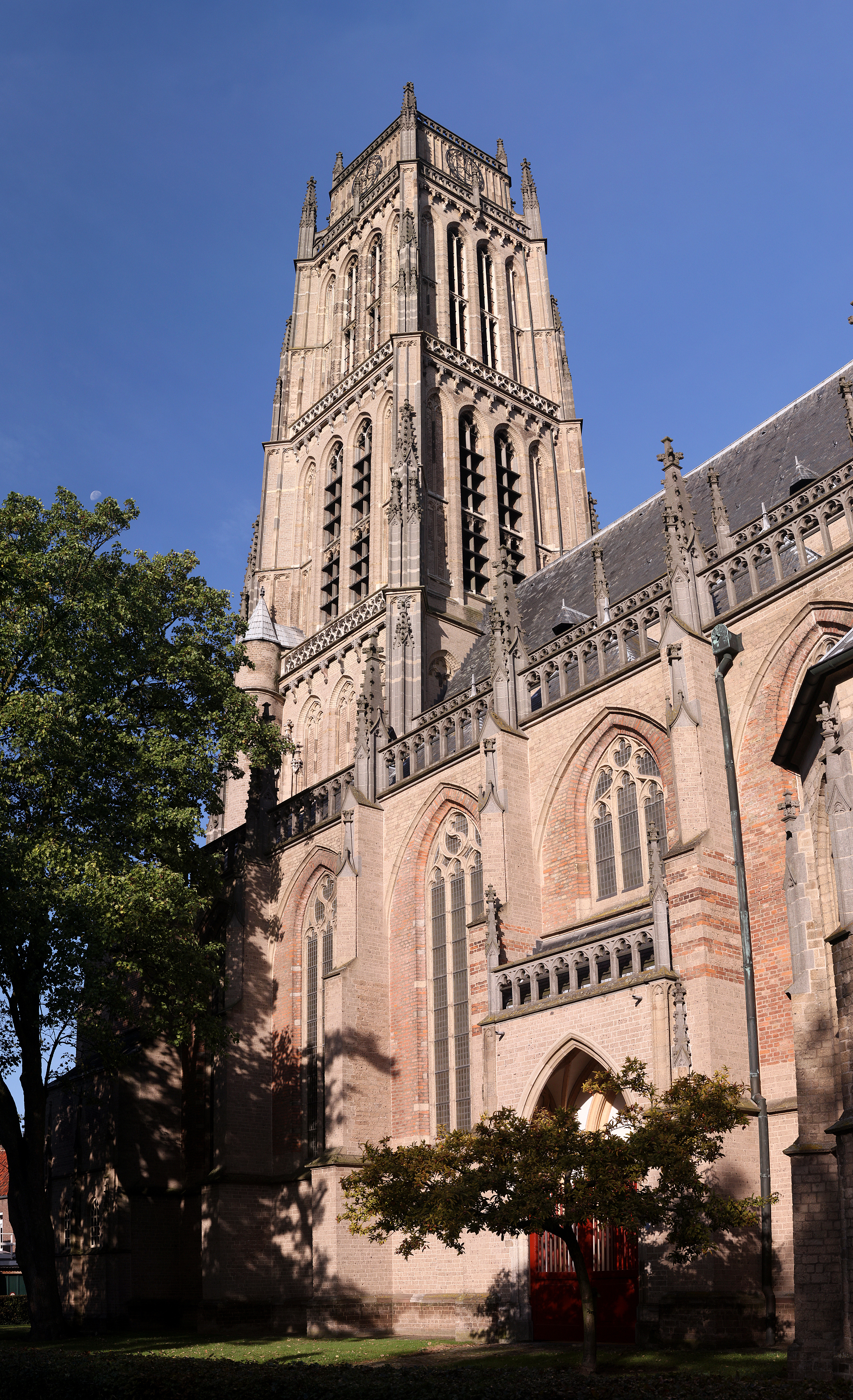
Église Saint-Martin, Zaltbommel

Depuis le 1er janvier 1999, le Bommelerwaard est administrativement réparti en deux communes : Zaltbommel (nord et ouest) et Maasdriel (sud et est). En 1821, le Bommelerwaard comptait encore 13 communes, réduites à 8 communes dès 1955, et donc à 2 en 1999.
Les localités suivantes sont situées dans le Bommelerwaard :
- le long du Waal, ouest-est : Brakel, Zuilichem, Nieuwaal, Gameren, Zaltbommel, Hurwenen et Rossum ;
- le long de l'Afgedamde Maas et de la Meuse, ouest-est : Poederoijen, Aalst, Nederhemert-Noord, Wellseind, Well, Ammerzoden, Hedel, Hoenzadriel, Kerkdriel, Alem et Heerewaarden ;
- dans les terres : Bruchem, Kerkwijk, Delwijnen et Velddriel ;
- sur l'île de Nederhemert : Nederhemert-Zuid et Bern.

## Monuments
Le Bommelerwaard compte plusieurs châteaux :
- Château de Loevestein, à l'extrémité ouest de la région, au confluent de la Meuse et du Waal,
- Château de Nederhemert, sur l'île de Nederhemert
- Le Château de Malsen, à Well
- Château Ammersoyen à Ammerzoden